# Morro de São João (Casimiro de Abreu)

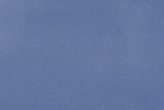
Morro de São João vista de Rio das Ostras na região dos Lagos no estado do Rio de Janeiro

Morro de São João ou Morro São João é um vulcão extinto, localizado no distrito de Barra de São João, no município de Casimiro de Abreu. Possui 816 metros de altitude, de acordo com o marco do IBGE e, do topo, podem ser vistos vários municípios da Baixada Litorânea, como Rio das Ostras, Cabo Frio e Búzios.
Embora seja frequentemente classificado como um vulcão extinto, há debates em torno dessa definição. Durante o Congresso Brasileiro de Geologia, realizado em 2006, a ideia de que se trata de um vulcão foi contestada. As evidências mostram que as rochas expostas indicam que esse corpo geológico resulta de uma atividade magmática que se desenvolveu a profundidades consideráveis, chegando a quilômetros.

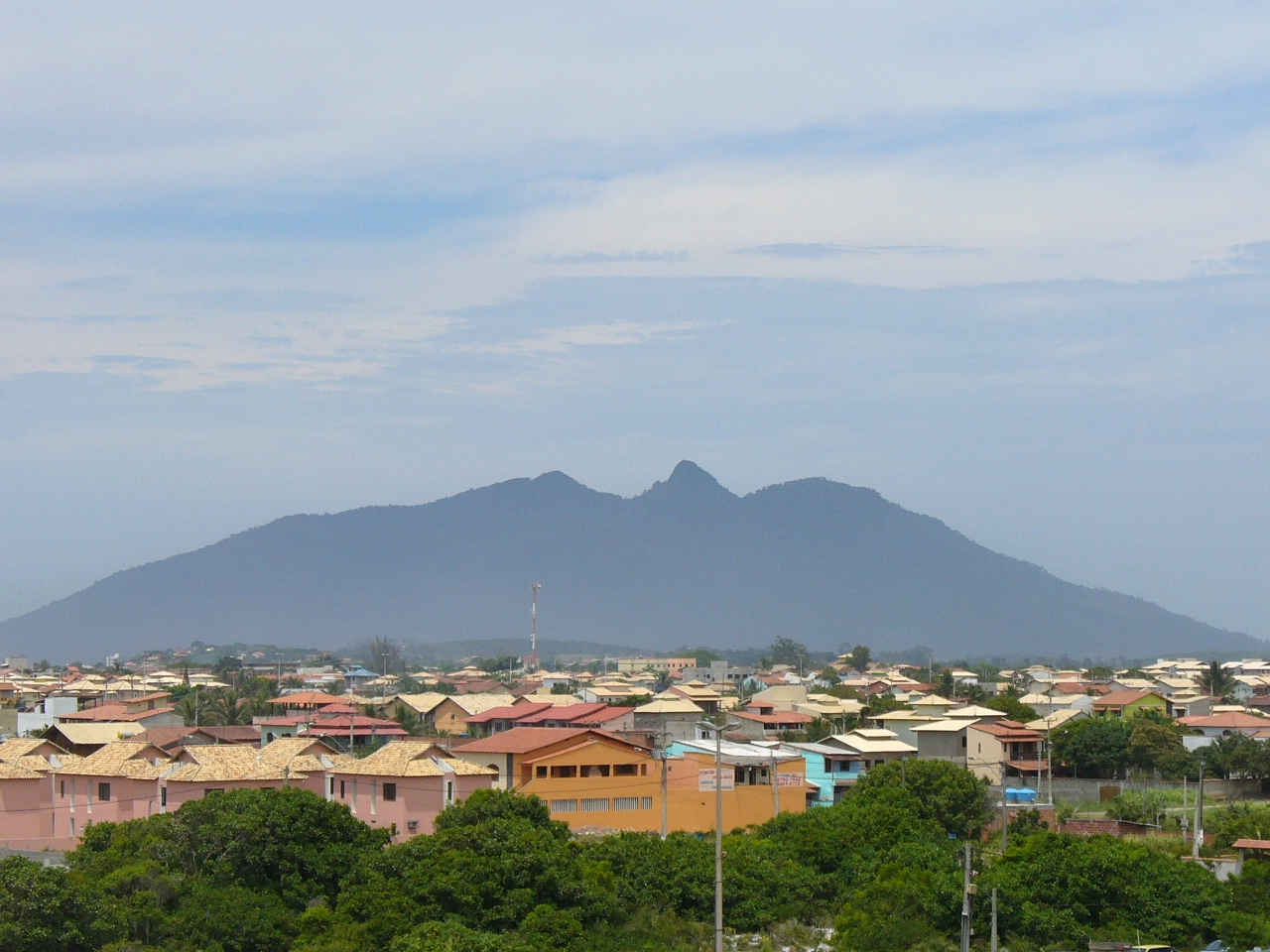
Visão do Morro também vista de Rio das Ostras

Depois do resfriamento do magma e da formação da área, a estrutura geológica profunda está agora exposta na superfície da Terra. Isso significa que, embora tenha ocorrido vulcanismo no passado, o vulcão foi completamente desgastado. A forma atual do morro é resultado da erosão diferencial. É possível explorar uma trilha que se estende por 6 quilômetros de ida e volta. A fauna local é rica e inclui várias espécies, como o macaco bugio (conhecido também como guariba), cobras, lagartos teiú, esquilos, porcos-espinhos e tatus, todos fazendo parte do ecossistema de São João.